# ناجل
سمك ناجل (بالإنجليزية: Coral trout)‏ أو «سمك السلمون المرقط المرجاني»، أو «هامور الفهد المرجاني»، أو «الفهد المرقط المرجاني» (Plectropomus leopardus)، هو نوع من أسرة أسماك في الهامور. يستوطن غرب المحيط الهادئ، وموطنة الطبيعي يشمل البحار المفتوحة والشعاب المرجانية. و«سمك السلمون المرقط المرجاني» آكلة للأسماك. ويأكل معظمها من القشريات، وخاصة الجمبري، والكبار تتغذى على مجموعة متنوعة من أسماك الشعاب المرجانية، وخاصة دامسل.
يُعد «سمك السلمون المرقط المرجاني» واحدا من الأسماك المستهدفة والمفضلة للصيادين من بين جميع أنواع الاسماك، لأنها أسماك جيدة الطعم وذات أسعار عالية في الأسواق المحلية والعالمية. وذكرت تقارير ان مجموع المصيد التجاري «لسمك السلمون المرقط المرجاني» بلغ أكثر من 1500 طن في عام 1998.

## التصنيف
وصف في البداية من قبل عالم الطبيعة الفرنسي برنار جيرمان في عام 1802، و«سمك السلمون المرقط المرجاني» ينتمي إلى عائلة من الأسماك المعروفة باسم الهامور. وتشمل هذه العائلة الهامور وسمك القد المرجانية (لا تتعلق صحيح سمك القد)، والتي تتميز جميعها بوجود ثلاث أشواك على الخيشومية الغطاء وفم كبير اصطف مع أكثر من صف واحد من الأسنان الحادة.

## توزيع والسكن

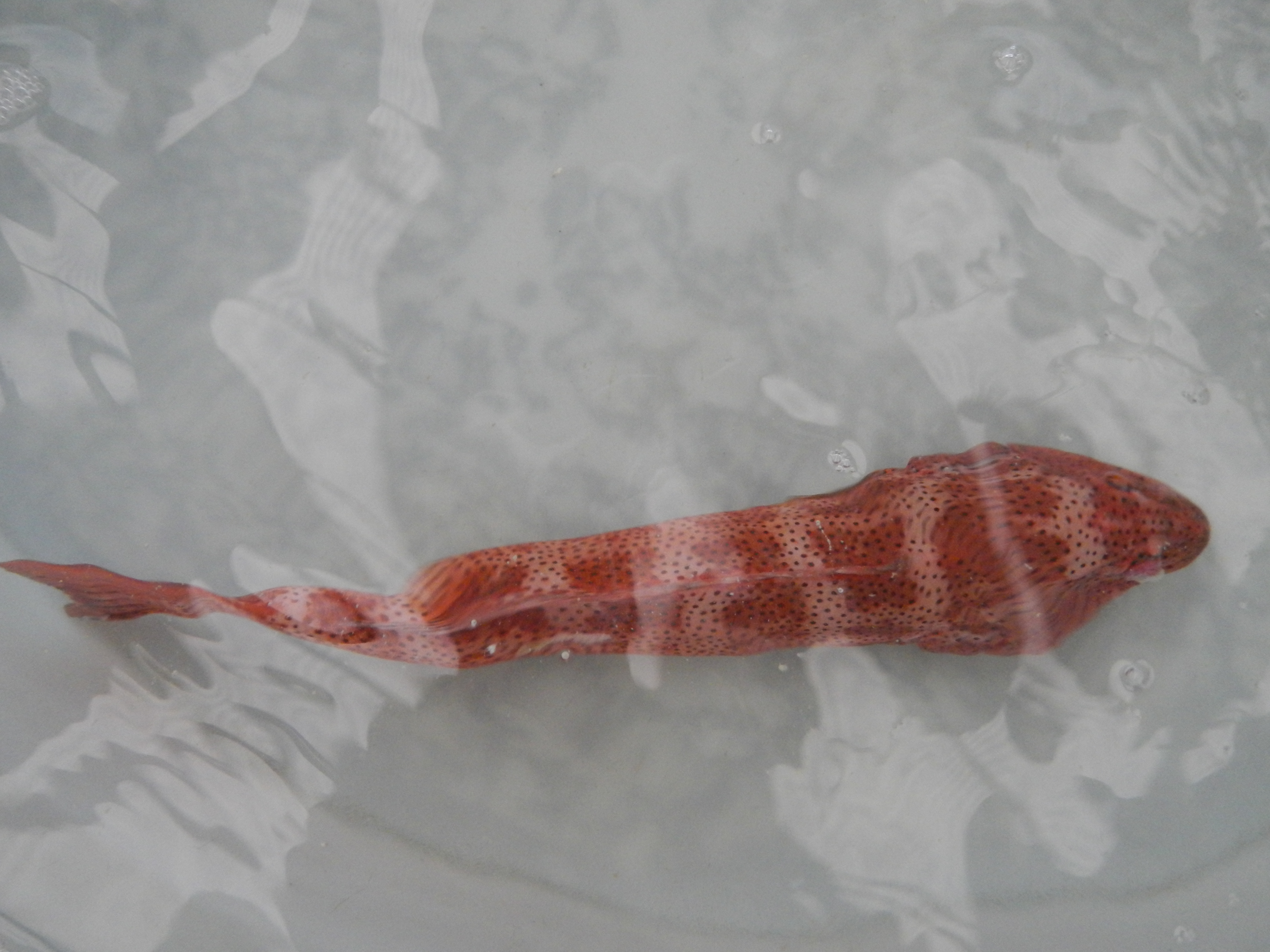
سمك سلمون نمري أحمر مرقط مرجاني- الفلبين «لابو لابو»)

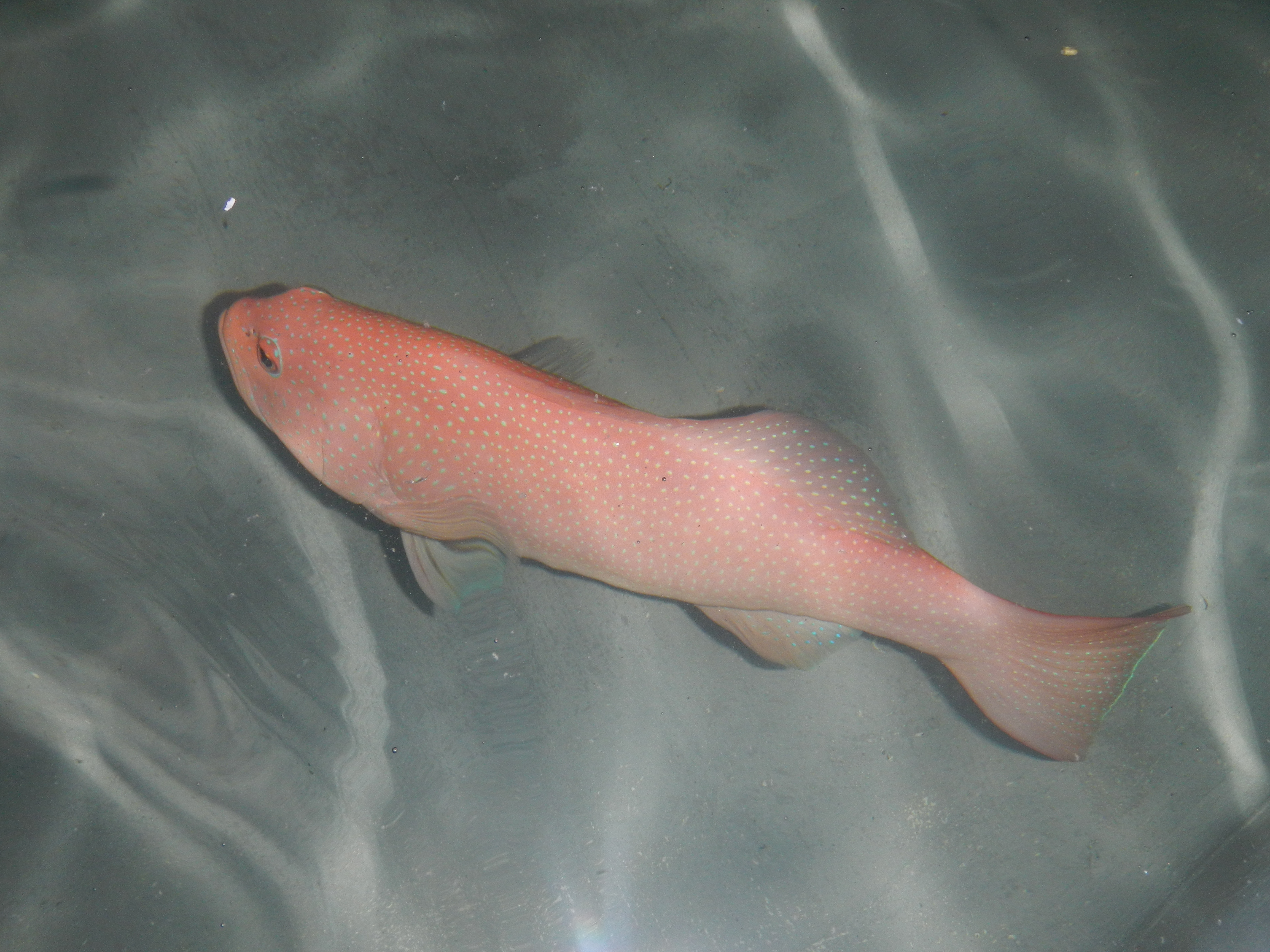
مرجان أحمر[//commons.wikimedia.org/wiki/File:Alaminosjf403.JPG]الفلبين,2011.

تم العثور على سمك السلمون المرقط المرجان في المياه المحيطة ساموا الأمريكية، أستراليا، بروناي، جزر كوكوس، فيجي، هونغ كونغ، اندونيسيا، اليابان، ماليزيا، ميكرونيزيا، كاليدونيا الجديدة، جزر ماريانا الشمالية، بالاو، بابوا غينيا الجديدة، والفلبين، ساموا، سنغافورة، جزر سليمان، تايوان، تايلاند، فيتنام، المملكة العربية السعودية، ومصر.

## الناجل في السعودية
الناجل هو السمكة الرمز في البحر الأحمر، ذو شعبية وشهرة خاصة جدا بين أهل الحجاز في السعودية. وصلت شهرة الناجل إلى الخليج وإلى جميع مناطق المملكة وحتى الجانب المقابل من البحر الأحمر، يزداد اشتهار هذه السمكة يوما بعد يوم، مع أنها لم تكن كذلك في الماضي.
أهل الغربية بالسعودية يفضلون الناجل على أكثر الأسماك ويغالون في سعرة الذي يصل سعر الكيلو الواحد إلى 90 ريال وأحياناً أكثر. وتعود شهرة الناجل إلي: أن لحمها لا يتغير طعمه أو لونه أو ليونته مع تغيير السمكة أو حجمها أو وقت صيدها من السنة، وتوفرها تقريبا في جميع أوقات السنة، ووجود كثافة في اللحم وقلة الشوك، وصيدها سهل وغير متعب وبالتالي كمية عرضها بالسوق دائما جيدة، كما أنه يمكن أن تحتفظ بطعمها لفترات طويلة نسبية خصوصا لو تم تبريدها وتجميدها بعناية.